# Conseil de la communauté marocaine à l'étranger
Le Conseil de la communauté marocaine à l'étranger, ou CCME, est une institution marocaine créée par dahir en décembre 2007 et constitutionnalisée en 2011.
Le CCME est chargé du suivi et de l'évaluation des politiques publiques du Royaume envers ses ressortissants à l'étranger. Il a en outre pour mission d'émettre des avis en vue de veiller à la défense des intérêts des Marocain(e)s de l'étranger à l'intérieur et à l'extérieur du Maroc, et de renforcer leur contribution au développement du pays.

## Historique
Le conseil de la communauté marocaine à l'étranger est créé en décembre 2007 et constitutionnalisée en 2011.

## Organisation
Le bureau est composé du président du conseil, de son secrétaire général et des présidents des groupes de travail.

## Polémiques à propos du CCME
Depuis sa création, le CCME a créé la polémique en Belgique, aux Pays-Bas et en France en raison de la présence parmi ses (anciens) membres, ou la participation à des événements organisés par lui, de parlementaires ou de membres de gouvernements, accusés de "double allégeance" par certains. Les membres concernés étaient Yamila Idrissi, députée régionale belge du parti social-démocrate flamand et Najat Vallaud-Belkacem, élue locale du Parti socialiste français puis membre des gouvernements Ayrault et Valls, qui a déclaré en avril 2012 n'en avoir été membre que de décembre 2007 à décembre 2011, une assertion mise en doute par le journaliste Ali Amar, qui la qualifie d'"espionne du roi" en février 2012, par le site Yabiladi qui souligne fin avril 2012 qu'elle n'en a jamais démissionné, et en août 2014 par le site Nouvelles du Sahara. Khadija Arib, députée du Parti travailliste néerlandais, a quant à elle été mise en cause en 2010 pour un voyage au Maroc dont les frais avaient été payés par le CCME